# Хальвдан Чёрный
Хальвдан Чёрный (др.-сканд. Hálfdan svarti; около 820 — около 860) — сын Гудрёда Охотника, конунг Агдира (современный Агдер) и Вестфольда (современный Вестфолл) из династии Инглингов. Хальвдан унаследовал Агдир от своего деда по матери Харальда Рыжебородого, а Вестфольд — от отца и от единокровного брата Олава Гейрстад-Альва. Прозвище получил из-за цвета своих волос.

## Биография

### Ранние годы
Хальвдану был всего год, когда его отец, Гудрёд Охотник, был убит по приказу матери Хальвдана — Асы, подославшей убийцу, как это рассказывается в главе XLVIII «Саги об Инглингах». Мать Хальвдана, убив своего мужа, забрала годовалого сына в Агдир, во владения её отца, откуда Гудрёд насильно её увез. В Вестфольде остался править Олав Гейрстад-Альв — сын Гудрёда от первого брака.

### Завоевательные походы
В возрасте 18 лет Хальвдан унаследовал Агдир. В «Саге об Инглингах» говорится, что ему также досталась внутренняя часть Вестфольда, а Олав, его единокровный брат, взял себе западную часть.
Хальвдан был воинственным конунгом и к концу жизни сильно расширил своё королевство. О его походах подробно рассказывается в «Саге о Хальвдане Чёрном».
Вермаланд и Вингульмёрк в то время ушли из рук братьев. Первый стал платить дань конунгу шведов, а второй был захвачен Альвгейром, который посадил там правителем своего сына Гандальва Альвгейрссона. Возмужав, Хальвдан принялся возвращать утерянные после смерти Гудрёда территории. Он пошел войной на Гандальва, но после нескольких битв стороны не выявили победителя и поделили область между собой.
Потом Хальвдан подчинил себе Раумарики, который завоевал к тому времени конунг Хейдмёрка Эйнстейн, воспользовавшийся отсутствием Хальвдана. На этом Хальвдан не остановился. Он долго преследовал Эйнстейна, подчинив по пути Тотн (историческая область в фюльке Оппланн), Ланд (еще одна историческая область в фюльке Оппланн) и Хадаланд (еще одна историческая область в фюльке Оппланн). В конце концов Эйнстейн запросил о пощаде, и Хальвдан даровал ему часть Хейдмёрка.
Вскоре после этого Хальвдан заявил о претензиях на Согн. Согном правил сын Хальвдана Харальд, унаследовавший область от своего деда по матери Харальда Золотая Борода. Однако в возрасте 10 лет Харальд скончался из-за болезни почти сразу после скоропостижной кончины его матери. Узнав о его кончине, Хальвдан отправился в Согн и предъявил свои права на престол. Не встретив никакого сопротивления, Хальвдан подчинил Согн себе. Затем он вернул в свои владения оставшуюся часть Оппланна.
К тому времени умер Гандальв, и его часть Вингульмёрка унаследовали сыновья Гандальва Хюсинг, Хельсинг и Хаке. Они не захотели мириться с двоевластием в области и устроили засаду Хальвдану. Ценой больших потерь тому удалось бежать. Хальвдан собрал войско и разбил братьев. Хюсинг и Хельсинг были убиты, а Хаке бежал в Альвхейм (историческая область на границе со Швецией, в районе фюлька Эстфолл и области Бохуслен). Хальвдан стал единолично править всем Вингульмёрком.
В результате к концу жизни во владения Хальвдана входили Агдир, Вестфолл, Раумарики, Вингульмёрк, Хейдмёрк, Тотн, Ланд, Хадаланд (последние три — в составе Упплёнда), Согн и, возможно, Хрингарики. Таким образом при Хальвдане были заложены основы будущего могущества Инглингов.

### Личная жизнь
Как сообщает «Сага о Хальвдане Чёрном», у Хальвдана было две жены — обе по имени Рагнхильд и два сына — оба по имени Харальд.
В первый раз Хальвдан Чёрный женился на дочери конунга Согна Харальда Золотая Борода. О ней практически ничего неизвестно. Своего сына Харальда они отправили на воспитание деду, у которого не было наследников мужского пола и незадолго до кончины уже старый Харальд Златобородый объявил его своим наследником. Этот брак продлился примерно 10 лет. Сначала умер Харальд Золотая Борода, вскоре после этого умерла Рагнхильд, а через несколько месяцев и 10-летний Харальд.
Второй раз Хальвдан женился на Рагнхильд, дочери конунга Хрингарики Сигурда Оленя из рода Рагнара Лодброка. Он освободил её из рук берсерка Хаки, который убил Сигурда Оленя и захватил его дочь. У Хальвдана и Рагнхильд родился сын Харальд, впоследствии получивший прозвище «Прекрасноволосый». Впрочем, автор саги добавляет, что Хальвдан не слишком любил мальчика. Через некоторое время Харальд бежал с одним колдуном-финном, которого отказался пощадить отец. Больше Хальвдан и Харальд не виделись.

### Смерть и погребение
Многие исторические источники сходятся в том, что Хальвдан погиб в возрасте примерно 40 лет на обратном пути домой из Хаделанда при переправе через озеро Рёнд у залива Рюкингсвик. Его конь и повозка сломали лед рядом с прорубью, подтопленный навозом от скота, приходившего к проруби на водопой. Хальвдан утонул и его похоронили в Хрингарики.
В «Саге о Хальвдане Чёрном» также говорится, что Хальвдан соблюдал законы, при нем были урожайные годы, и люди его очень любили. Жители каждой области просили, чтобы тело отдали именно им. По поверью, тело удачливого конунга приносило удачу. В конце концов, тело Хальвдана поделили на четыре части и похоронили в курганах в разных районах Норвегии. Согласно этой версии, только голову погребли в Хрингарики, а остальные части увезли знатные люди из Раумарики, Вестфольда и Хейдмёрка. Все эти захоронения получили название Halvdanshaugen.

## Хальвдан Чёрный в массовой культуре
В музыке
- Немецко-норвежская группа Leaves’ Eyes написала и исполнила в 2014 году песню «Halvdan the Black», которая войдёт в их будущий альбом.

В кинематографе
- «И на камнях растут деревья» (СССР, Норвегия; 1985; режиссёры Станислав Ростоцкий и Кнут Андерсен), в роли конунга Хальвдана Виктор Шульгин. По непонятным причинам в фильме его зовут «Олав», что противоречит книге «Необычайные приключения Кукши из Домовичей».